# Rastan Saga II
Rastan Saga II est un jeu vidéo d'action développé et édité par Taito en 1988 sur borne d'arcade. Le jeu a été converti sur Mega Drive et PC-Engine en 1990.
Il s'agit de la suite de Rastan Saga.

## À noter
- En dehors du Japon, le jeu d'arcade est aussi connu sous les titres Nastar et Nastar Warrior.
- Le jeu est aussi disponible sur PlayStation 2 dans la compilation Taito Memories Vol. 2 (2005).

## La série
- 1987 - Rastan Saga
- 1988 - Rastan Saga II
- 1991 - Warrior Blade: Rastan Saga Episode III